# Franco Cavalli

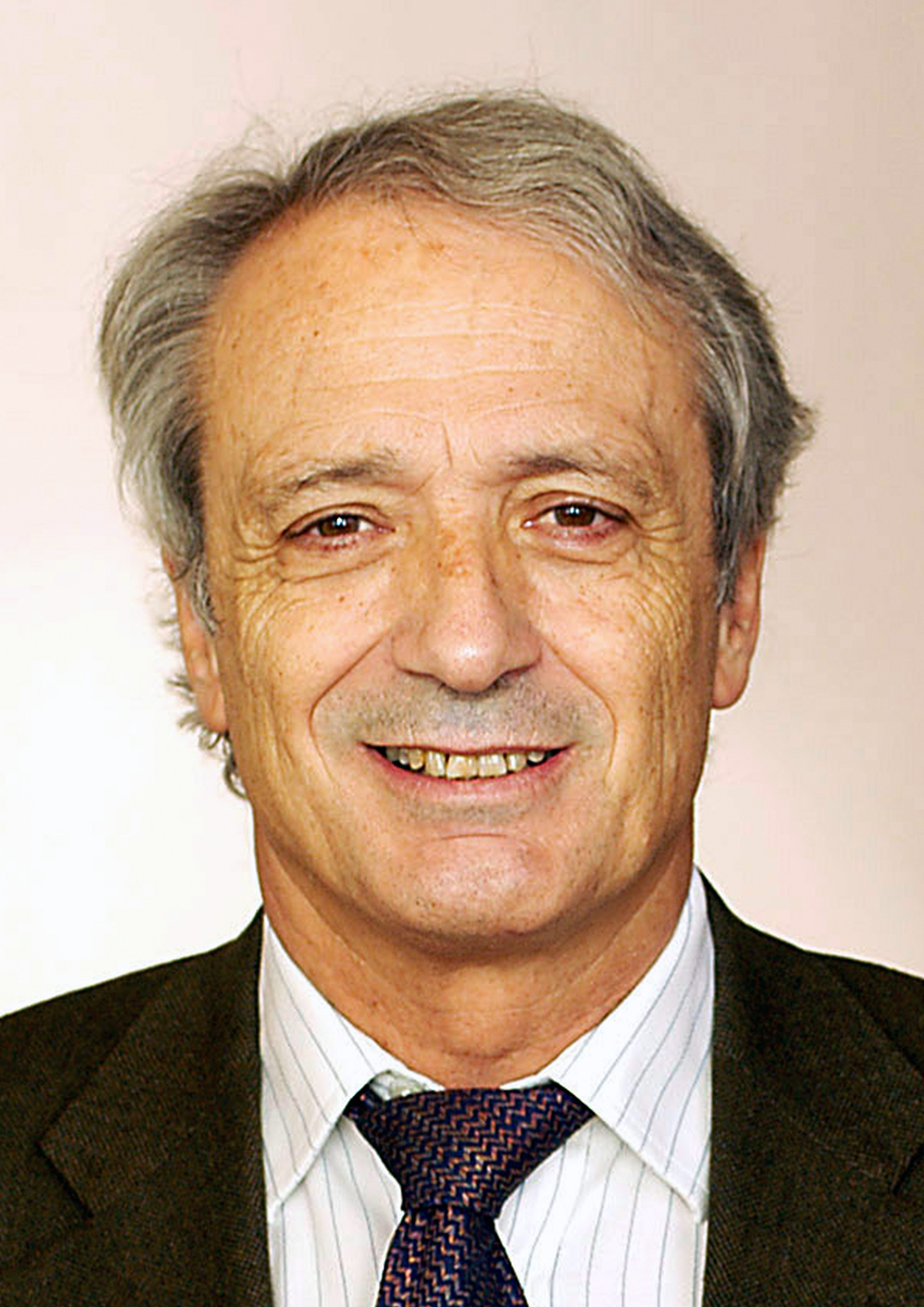
Franco Cavalli (2003)

Francesco «Franco» Cavalli (* 3. Juli 1942 in Locarno; heimatberechtigt in Verscio) ist ein Schweizer Onkologe und Politiker (PSA, SP, Forum Alternativo).

## Leben
Franco Cavalli studierte von 1961 bis 1968 Medizin an der Medizinischen Fakultät der Universität Bern. Von 1969 bis 1977 absolvierte er weitere Aus- und Weiterbildungen in Psychiatrie, Innerer Medizin und Onkologie in Mailand, Brüssel und London. Sein Spezialgebiet wurde die Onkologie. Nach einer Tätigkeit als Assistenzarzt im britischen Sutton wurde er Oberarzt am Institut für Medizinische Onkologie am Inselspital Bern. Cavalli war von 1978 bis 2007 Chefarzt für Onkologie am Spital Bellinzona. Seit 1986 ist er Honorarprofessor an der Universität Bern; seit 1993 ausserordentlicher Professor an der Università degli Studi dell’Insubria in Varese. Zwischen 2001 und 2004 war er Präsident der Krebsliga Schweiz, bis 2017 war er Direktor des Onkologischen Instituts der Italienischsprachigen Schweiz (IOSI) in Bellinzona, 2006 wurde er Präsident der Internationalen Vereinigung gegen Krebs (UICC). Er gilt als einer der renommiertesten Krebsforscher der Schweiz. 2005 erhielt er den Montaigne-Preis. Seit 1986 arbeitete Cavalli mit dem kubanischen Gesundheitssystem zusammen. Er ist Präsident von mediCuba-Europa.
Die American Association for Cancer Research (AACR) hat Franco Cavalli 2024 den „Award for Lifetime Achievement“ verliehen.
Cavalli ist verheiratet und Vater von acht Kindern.

## Politik
Cavalli trat 1960 der SP bei und wurde zwei Jahre später ausgeschlossen. Ab 1969 betätigte er sich im neulinken Partito Socialista Autonomo (PSA). Dieser verfolgte ab den 1980er-Jahren eine sozialdemokratische Linie und schloss sich 1992 gegen das Votum Cavallis der SP an.
Cavalli gehörte den Gemeindeparlamenten von Verscio, Locarno und Muralto an. Von 1987 bis 1995 sass er zunächst für den PSA, dann für die SP im Grossen Rat des Kantons Tessin. Von 1995 bis 2007 war er Nationalrat und gehörte verschiedenen parlamentarischen Kommissionen an. Von 1999 bis 2002 amtierte er auch als Fraktionschef der Sozialdemokraten. Kurz vor den Wahlen 2007 gab er seinen Rücktritt aus dem Nationalrat bekannt, seine Kandidatur für den Ständerat im gleichen Jahr scheiterte. Bei den Schweizer Parlamentswahlen 2011 kandidierte er erneut erfolglos für den Ständerat.
Cavalli galt als Vertreter des äußersten linken Flügels seiner damaligen Partei und als überzeugter Neomarxist und «Antiimperialist». Bei seinem Rücktritt kritisierte er die SP als «faule Funktionärspartei». Cavalli vertritt außenpolitisch prokubanische, prochinesische und antiamerikanische Positionen. In einem Interview von 2019 hielt er zu seinem Weltbild fest: «Die Quelle des Bösen liegt in Washington». Verschiedentlich relativierte er Menschenrechtsverletzungen in kommunistischen Staaten (etwa die Verfolgung der Uiguren in Xinjiang oder die Niederschlagung der Demokratiebewegung in Hongkong) mit Hinweis auf die durch diese Staaten angeblich betriebene Armutsbekämpfung. Den russischen Überfall auf die Ukraine 2022 interpretierte Cavalli als Krieg zwischen zwei Imperialismen und kritisierte besonders die angebliche Rolle der NATO sowie die westlichen Verteidigungshilfen an die Ukraine. Cavalli gehört dem Patronatskomitee des selbsternannten «Russell-Tribunals zu Palästina» an.
Bei den Nationalratswahlen 2019 trat Cavalli erfolglos für das von ihm 2013 gegründete Forum Alternativo auf einer gemeinsamen Liste mit den Grünen und den Kommunisten an.

## Publikationen
- Krebs. Die große Herausforderung. Aus dem Italienischen von Barbara Sauser. Rotpunktverlag, Zürich 2012, ISBN 978-3-85869-475-1.
- Ist China kapitalistisch?. In: theoriekritik.ch, 17. Oktober 2014.
- (zusammen mit Kurt Seifert:) Das China-Bashing muss ein Ende haben!. In: Denknetz, 10. August 2022.
- Zeitenwende oder «gewöhnlicher» interimperialistischer Krieg?. In: Widerspruch 80 (2023). S. 85–92.